# مايك باربر (لاعب كرة قدم أمريكية)
مايك باربر (بالإنجليزية: Mike Barber)‏ هو لاعب كرة قدم أمريكية أمريكي، ولد في 9 نوفمبر 1971 في Edgemoor, South Carolina ‏ في الولايات المتحدة.

## وصلات خارجية
- مايك باربر (لاعب كرة قدم أمريكية) على موقع مرجع كرة القدم المحترفة.كوم (الإنجليزية)
- مايك باربر (لاعب كرة قدم أمريكية) على موقع JustSportsStats.com (الإنجليزية)